# Motizmus
A motizmus (kínaiul: 墨家; pinjin (pinyin): mòjiā; magyar népszerű: mo-csia; szó szerint: Mo iskolája) a konfucianizmus, a taoizmus és a legizmus mellett ókori kínai filozófiai irányzatok egyike. Megalapítása a hadakozó fejedelemségek idején élt és működött Mo Ti (Mo Di) 墨翟 (vagy Mo-ce (Mozi) 墨子, szó szerint: Mo mester; latinos változat: Miciusz; i. e. 470 – kb. i. e. 391) és tanítványai, követői nevéhez köthető. Az ókori Kínában hírneve Konfuciuszéval vetekedett, s tanításai hasonlóan nagy hatást gyakoroltak a kor szellemiségére. A motizmusra jellemző, hogy tanításával látszatra támadja, bírálja a konfucianizmust, de valójában sohasem volt a két irányzat között olyan jelentős ellentét és rivalizálás, mint a konfucianizmus és a taoizmus között. A Han-korban, amikor a motizmus már nem jelentett veszélyt a konfucianizmusra, a két filozófiát gyakorta egy irányzatként emlegették. Mo Ti (Mo Di) az iskoláját eredetileg szigorú rendszerbe szervezte, ennek ellenére a 3. század második felétől három irányzatra szakadt, a Han-korra pedig teljesen eltűnt a szellemi életből, és csak a mandzsu Csing (Qing)-dinasztia idején fedezték fel újra.

## Alapítója
A motizmus alapítója, Mo Ti (Mo Di) Konfuciusz halála (i. e. 479) után néhány évvel, i. e. 475-ben született, halálának dátuma bizonytalan, a legtöbb szakértő i. e. 395 körülre helyezi. Életéről keveset tudunk. Annyi bizonyos, hogy Konfuciusz szülőhelyétől, Lu fejedelemségtől nyugatra fekvő Szung (Song) államból származott. Gyaníthatóan eredetileg kézműves (azon belül is ács) volt a foglalkozása. Noha elsajátította a klasszikus műveltség alapjait, nehézkes és repetitív stílusa alapján azt feltételezik, hogy eredetileg nem tartozott az írástudók rétegéhez. Láthatólag sokat kritizálja a konfuciánusokat, ami valószínűleg annak is köszönhető, hogy fiatalabb korában (egy korai forrás állítása szerint) egy konfuciánus közösségben tanult, majd amikor elhagyta őket, határozottan szembefordult velük. Családi hátterére, eredeti foglalkozására utalhat az a tény is, hogy, az általa használt példák is alapvetően a kereskedelem és a kézművesség témaköréből származnak. A kor filozófusaihoz hasonlóan bejárta a hadakozó államok fejedelmeinek udvarát, de miután nem talált megfelelő uralkodót, saját közösséget hozott létre.

## Társadalmi háttér
A Csou (Zhou)-korban általánosan elterjedt gyakorlat volt, hogy a fejedelmek és arisztokraták katonai szakértőket fogadtak a szolgálatukba. Ezek a katonaemberek, stratégák képezték a mindenkori hadsereg gerincét, családjukban a mesterség apáról fiúra szállt. A kései Csou (Zhou)-korban azonban ezek a harcosok elvesztették hivatalukat és rangjukat, így kénytelenek voltak fejedelemségről fejedelemségre vándorolva olyan támogatókat keresni, akiknek felajánlhatták szolgálataikat. Ők voltak a kardforgatók (hszie (xie)) vagy vándor kardforgatók (ju-hszia (youxia)). Fung Yu-lan szerint Mo Ti (Mo Di) tanításának nagy része lényegében nem más, mint a kardforgatók etikájának kiterjesztése.
A kínai történelemben mind a konfuciánus műveltség letéteményeseinek számító írástudók (zsu (ru)), mind pedig a kardforgatók (hszia (xia)) osztálya a társadalom felsőbb rétegét képezték. A későbbiekben az írástudóknak sikerült megőrizniük ezt a társadalmi státuszukat, a kardforgatók azonban mintegy deklasszálódtak, és a soraikba egyre több olyan személy került, akik eredetileg a társadalom alacsonyabb néprétegeiből származtak. Az így kialakult ellentét és szembenállás lehet az oka annak, hogy a motizmus éles bírálatokat fogalmaz meg a konfucianizmus, és annak képviselői ellen. Hiszen saját társadalmi osztályuk, a kardforgatók etikai kódexének kidolgozása és racionalizálása mellett a konfuciánusok bírálata alkotja a motista filozófia magját.

## Az iskola közösségei
Mo Ti (Mo Di) művéből és más korabeli forrásokból is lehet tudni, hogy a motisták szigorú szabályok szerint működő közösségekben éltek, amely bármikor készen állt a harcra. A közösség vezetőkének, a csü-ce (juzi)nek ("nagy mester") hatalmában állt dönteni a tagok élete és halála felett is. Azt is bizonyosan lehet tudni, hogy maga Mo Ti (Mo Di) volt az első csü-ce (juzi), s hogy legalább egyszer ténylegesen Szung (Song) fejedelemség védelmére sietett híveivel, amikor azt a déli szomszédja, Csu (Chu) fenyegette támadással. A csü-ce (juzi) élete végéig viselte a címet, és maga nevezhette meg az utódját is. Mo Ti (Mo Di) alaposan megszervezte iskoláját, követőitől szigorúan elvárta, hogy a tíz alap-doktrínát maradéktalanul elfogadják. Aki egy kicsit is más elveket vallott, akárcsak a megfogalmazás szintjén is, azt eretneknek bélyegezték. A közösség tagjait megadóztatták, ha hivatali pozícióba kerültek. A szigorú szervezés ellenére az i.e. 3. század végére az iskola három részre szakadt:
- a puristákra, akik megpróbálták minél hűebben megőrizni Mo Ti (Mo Di) tanításait
- az ellenállókra, akik bizony kérdésekben (egyetemes szeretet, a sors elítélése) nem értettek egyet Mo Ti (Mo Di) elképzeléseivel
- és a konformistákra, akik mindent elkövettek, hogy a korabeli uralkodók és hercegek az ő nézeteiket fogadják el.

## AMo-ce(Mozi)felépítése
A Mo Ti (Mo Di) tanításait tartalmazó Mo-ce (Mozi) című művet Mo Ti (Mo Di) tanítványai állították össze, melynek mindegyik része bizonyíthatóan a Han-kor előtt született. A mű eredetileg 71 fejezetből állt, melyből azonban 18 fejezet mára elveszett. A fejezetek a következő hat kategóriába sorolhatók:
- I. 1–7. fejezet – vegyes esszék és dialógusok

1. fejezet: Rokonszenvezni az írástudókkal (Csin si (Qin shi) 親士)
2. fejezet: Önmagunk kiigazítása (Hsziu sen (Xiu shen) 修身)
3. fejezet: Amiket átfestenek (Szo zsan (Suo ran) 所染)
4. fejezet: Szabályok és előírások (Fa ji (Fa yi) 法儀)
5. fejezet: A hét aggódni való (Csi huan (Qi huan) 七患)
6. fejezet: A hibák elkerülése (Ce kuo (Ci guo) 辭過)
7. fejezet: Három érvelés (Szan pien (San bian) 三辯)
- II. 8–37. fejezet – a „központi” fejezetek. Tízszer hármas csoportban fejti ki az iskola tíz alapvető tanítását. A tíz fejezet három verzióban (feltehetőleg a három szektának megfelelően) maradt fenn. A fejezetek nem szó szerint, de lényegileg azonosak.

8-10. fejezet: A kiválóak megbecsülése (Hszien sang (Xian shang) 尚賢)
11-13. fejezet: Az egyetértés megbecsülése (Sang tung (Shang tong) 尚同)
14-16. fejezet: Az egyetemes szeretet (Csien aj (Jian ai) 兼愛)
17-19. fejezet: A támadás ellenzése (Fej kung (Fei gong) 非攻)
20-22. fejezet: Mértéktartás a fogyasztásban (Csie jung (Jie yong) 節用)
23-25 fejezet: Mértéktartás a temetésnél (Csie cang (Jie zang) 節葬)
26-28. fejezet: Az Ég szándéka (Tien cse (Tian zhi) 天志)
29-31. fejezet: Magyarázat a szellemekről (Ming kuj (Ming gui) 明鬼)
32-34. fejezet: A zene elítélése (Fej jüe (Fei yue) 非樂)
35-37. fejezet: Az eleve elrendelés elítélése (Fej ming (Fei ming) 非命)
- III. 38–39. fejezet – A konfuciánusok elítélése (Fej zsu (Fei ru) 非儒)
- IV. 40–45. fejezet – az úgy nevezett „dialektikus” fejezetek, megrongálódott és nehezen érthető iratok a logika, etika, geometria, optika és mechanika témaköréből. Ebben a részben részletesen kidolgozott episztemológiai elvek és érvelési módszerek találhatók.

40. fejezet: Kánonok I. (Csing - sang (Jing - shang) 經上)
41. fejezet: Kánonok II. (Csing - hszia (Jing - xia) 經下)
42. fejezet: A kánonok magyarázatai I. (Csing suo - sang (Jing shuo - shang) 經說上)
43. fejezet: A kánonok magyarázatai II. (Csing suo - hszia (Jing shuo - xia) 經説下)
44. fejezet: A nagyobb érvek (Ta csü (Da qu) 大取)
45. fejezet: A kisebb érvek (Hsziao csü (Xiao qu) 小取)
- V. 46–51. fejezet – Mo Ti (Mo Di) és tanítványai közötti párbeszédet, és egy hosszabb narratívát tartalmaz.

46. fejezet: Keng Csu (Geng Zhu) (耕柱)
47. fejezet: Az igazságosság megbecsülése (Kuj ji (Gui yi) 貴義)
48. fejezet: Kung-meng (Gong Meng) (公孟)
49. fejezet: Lu kérdései (Lu ven (Lu wen) 魯問)
50. fejezet: Kung-su (Gongshu) (公輸)
51. fejezet: (elveszett)
- VI. 52–71. fejezet – Ezek a hadászati, haditechnikai fejezetek Mo Ti (Mo Di) egyik tanítványához intézett instrukcióit tartalmazzák, melyekben Mo Ti (Mo Di) a védekező hadviselés technikáját fejti ki.

52. fejezet: Felkészíteni a falat és a kapukat (Pej cseng men (Bei cheng men) 備城門)
53. fejezet: Felkészülni a magas feltöltésekkel szemben (Pej kao lin (Bei gao li) 備高臨)
54-55. fejezet: (elveszett)
56. fejezet: Felkészülni a létrák ellen (Pej ti (Bei ti) 備梯)
57. fejezet: (elveszett)
58. fejezet: Felkészülni az elárasztással szemben (Pej suj (Bei shui) 備水)
59-60. fejezet: (elveszett)
61. fejezet: Felkészülni a rohamra (Pej tu (Bei tu) 備突)
62. fejezet: Felkészülni az alagutfúrással szemben (Pej hszüe (Bei xue) 備穴)
63. fejezet: Felkészülni a "hangya-rohamra" (Pej o-fu (Bei efu) 備蛾傅)
64-67. fejezet: (elveszett)
68. fejezet: Áldozatok az ellenséggel való találkozásra (Jing ti ce (Ying di ci) 迎敵祠)
69. fejezet: Zászlók és lobogók (Csi cse (Qi zhi) 旗幟)
70. fejezet: Parancsok és rendeletek (Hao ling 號令)
71. fejezet: Vegyes védekezések (Ca sou (Za shou) 雜守)

## Mo Ti(Mo Di)filozófiája
Mo Ti (Mo Di) esetében joggal beszélhetünk az európai értelemben vett filozófiáról. Számos olyan meglátása volt, melyet újszerűségüknél fogva, bizonyítani kellett, így egy olyan gondolkodási rendszert és doktrínát dolgozott ki, mely előtte és utána is meglehetősen idegen volt Kínában, de sok mindenben hasonlít a nyugati filozófiához. Konfuciusszal szemben azt hirdette, hogy a gondolatokat önmagukban kell vizsgálni, függetlenül attól, hogy ki mondta (és hogy aki mondta, maga megvalósította-e azt). A Mo-ce (Mozi)ben található írásokat és beszélgetéseket erős rendezettség és személytelenség jellemzi. Mivel sok szempontból szembeszállt a Csou (Zhou)-dinasztia hagyományával és Konfuciusz nézeteivel, ezért, hogy újdonságnak számító gondolatait minél meggyőzőbben bizonyítsa, részletesen kidolgozta az argumentáció (a racionális érvelés) rendszerét. Lényegesnek találta, hogy saját nézeteinek helyességéről, akár agresszíven is, mindenkit meggyőzzön, és hogy mások nézeteit érvekkel cáfolja, így az erkölcsi erényeknél fontosabbnak találta az intellektualitást.
Az érvelés egyik alapja, hogy Mo Ti (Mo Di) felfogása szerint egy hármas próbának kell alávetni minden gondolatot:
1. Megfelel-e a régi bölcsek (főleg a Hszia (Xia)-dinasztia és alapítója, Jü (Yu)) gyakorlatának
2. Tapasztalatilag bizonyítható-e, látták és hallották-e már az emberek (empirizmus)
3. Ha alkalmazzák, egyértelműen hasznos lesz-e (pragmatizmus, utilitarizmus).

A harmadik pontban említett hasznosság alapvetően meghatározta egész szemléletét, gyakorlatilag az összes többi szempontot ennek rendelte alá. Pacifista (vagy csak a defenzíven harcot támogató) nézetei, mindenfajta luxus kizárása a rítusok, a zene és a temetés esetében egyértelműen a hasznosságra és az eredményességre való törekvésére vezethetők vissza. (Mo Ti (Mo Di)nak köszönhetően a hasznosság (li) elve a későbbiekben (pélfául Menciusznál) erősen negatív konnotációval rendelkezett). Az Ég és a szellemek tisztelete, vagy az érdemei alapján való pozícióba emelés, a puritánság gyakorlata mind a hasznosság elvét tartották szem előtt. Elsődleges célja, hogy olyan kormányzás valósuljon meg, mely az adott közösség rendjét, anyagi jólétét (étel, ruházat) és növekedését biztosítja, mert ebből Mo Ti (Mo Di) szerint már következik a megfelelő erkölcsi viselkedés és a boldogság.
Egyik központi fogalma, az egyetemes szeretet (pontosabban fogalmazva a mindenkivel való törődés) (csien aj (jian ai) ) szintén nem érzelmi vagy erkölcsi elkötelezettségből, hanem puszta utilitarizmusból fakad, így esetében racionális altruizmusról beszélhetünk. Az egyetemes szeretet eszméje valójában érzelem nélküli, és nagy mértékben szemben áll a Konfuciusz és az egész kínai hagyomány által tanított fokozatok szerinti szeretettel, mely a közvetlen ránk bízottakkal szemben nagyobb odafigyelésre ösztönöz, mint a teljesen idegenekkel szemben. Konfuciusszal való szembenállása ellenére, számos fogalmat kölcsönöz a konfuciánus terminológiából, de, jellemző módon, a nemes ember-kis ember dichotómiát teljesen mellőzi, részben annak köszönhetően, hogy Mo Ti (Mo Di) nem ismer benső erkölcsi állapotokat vagy fejlődést. Ehelyett gyakorlatilag egyfajta parancs-etikát követ, azaz külső hatalom kell, hogy betartassa az erkölcs szabályokat, betartani őket pedig azért érdemes, mert azok hatásukban hasznosak számunkra. Az általa ideálisnak tartott embertípus a hszien (xian) (bölcs), aki jártas az érvelés és a specializált metódusok rendszerében, megszabadult érzelmeitől, egyfajta intellektuális harcos, aki megvalósítja pozitív célú akaratát. Néhány nézete (például minden bűn közvetlen megtorlása, mely a megváltozásban való hit hiányával függ össze) erősen hasonlít a Csin (Qin)-korban szélsőségessé vált legista elképzelésekre. Valószínűleg nem véletlen, hogy ez az egyetlen filozófiai mű, melynek mintegy egynegyedét harcászati (igaz, védelmi) ismeretek teszik ki. Szintén nem véletlen, hogy, rendkívüli szervezettsége ellenére, a Han-kor elejére teljesen kihalt.
Vallási kérdésekben a népi vallásosság jellegzetességeit tükrözi: a szellemeket tisztelni kell, mert ha mi nem adunk nekik, ők sem adnak nekünk. A jó tetteket is alapvetően azért kell megtenni, mert ebből a későbbiekben hasznunk származik. A konfuciánusokkal szemben a rítusok és a zene mágikus-etikai transzformatív és harmonizáló erejében nem hitt, a rítusokra és zenére költött pénzt szociális szempontból puszta pazarlásként fogta föl.

### Magyarul
- Dawson, Raymond: A kínai civilizáció világa. Osiris Kiadó. Budapest, 2002. ISBN 963 389 3224
- Feng Yu-lan: A kínai filozófia rövid története. Osiris Kiadó. Budapest, 2003. ISBN 963 389 4794
- Kínai szofisztika és logika. (Ford., szerk.: Tőkei Ferenc) Történelem és kultúra 13. Orientalisztikai Munkaközösség – Balassi Kiadó, Budapest, 1997. ISBN 963-506-141-2
- Henri Maspero: Az ókori Kína. Budapest. Gondolat Kiadó, 1978. ISBN 963-280-595-X
- Mo Ti -- Konfuciusz hívei ellen. (Ford.: Tőkei Ferenc). Szukits Könyvkiadó, Szeged, 1995. ISBN 963-8199-90-3
- Tőkei Ferenc: Kínai filozófia. Ókor. 1. kötet. Akadémia Kiadó. Budapest, 1986. ISBN 963-05-4295-1

### Idegen nyelven
- Graham, A. C.: Later Mohist Logic, Ethics and Science. (1978, reprint 2004) The Chinese University Press, Hong Kong. ISBN 962-996-117-2
- Ian Johnston (Ford.): The Mozi: A Complete Translation. The Chinese University Press, Hong Kong, 2010. ISBN 978-0-231-15240-2
- Mei, Yi-pao (Mei, I-pao), Motse, the Neglected Rival of Confucius (1934, reprint 1973). ISBN 0-88355-084-9
- Needham. Joseph: Science and Civilisation in China. 2 vol. History of Scientific Thought (1956) ISBN 0-521-05800-7
- Needham, Joseph: Science and Civilisation in China. 2 vol. Mathematics and the Sciences of the Heavens and the Earth (1986) ISBN 0-521-05801-5
- Watson, Burton (Ford.): Mozi — Basic writings. Columbia University Press, New York, 2003. ISBN 0-231-13001-5